# قاعدة غواصات

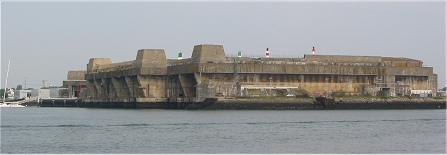
قاعدة قاعدة كيرومان، قاعدة غواصة ألمانية سابقة في لوريان في بريتاني.

قاعدة الغواصات هي قاعدة عسكرية تكون بمثابة ملجئ للغواصات وأفرادها. يكون الهدف من هذه القواعد حماية الغواصات من القصف الجوي وإعادة تزويدها بمتطلباتها اللوجستية مثل الأسلحة والطعام والأفراد. 
تضم قواعد الغواصات عادة مجموعة من المخازن وورش تصليح وصيانة الغواصات وشبكة من سكك الحديد وغرف للعاملين ومحطات معالجة للمياه ومخازن طوربيدات وذخائر ومحطات توليد للطاقة. 
من الأمثلة على قواعد غواصات سابقة: قاعدة كيرومان في الحرب العالمية الثانية وكانت تضم ثلاثة هياكل عملاقة لى مساحة 50 فدان أو ما يعادل 210 دونم. وقاعدة الغواصات الروسية داخل جبال سيفاستوبل في خمسينيات القرن الماضي تستطيع تحمل ضربات نووية مباشرة. 
يدعى أن أول قاعدة غواصات في الولايات المتحدة كانت في نيويورك: كانت بمثابة قاعدة لغواصة يو أس أس هولند، وهي غواصة أطلقت في مايو 1897. 

## روابط خارجية
- قواعد الغواصة الألمانية في فرنسا (الحرب العالمية الثانية)
- قاعدة الغواصة الروسية في القرم